# Colt .45 (film)
Pour plus de détails, voir Fiche technique et Distribution.
Colt .45 est un film américain réalisé par Edwin L. Marin, sorti en 1950.

## Fiche technique
- Titre : Colt .45
- Réalisation : Edwin L. Marin
- Scénario : Thomas W. Blackburn
- Décors : William Wallace
- Costumes : Orry-Kelly
- Photographie : Wilfred M. Cline
- Musique : William Lava
- Société de production : Warner Bros.
- Pays d'origine : États-Unis
- Format : Noir et blanc - 1,37:1
- Genre : western
- Durée : 74 minutes
- Date de sortie : 1950

## Distribution
- Randolph Scott : Steve Farrell
- Ruth Roman : Beth Donovan
- Zachary Scott : Jason Brett
- Lloyd Bridges : Paul Donovan
- Alan Hale : Shériff Harris
- Ian MacDonald : Miller
- Chief Thundercloud : Walking Bear